# Toledo Jim White Chevrolets 1941-1942
La stagione 1941-42 dei Toledo Jim White Chevrolets fu la 1ª nella NBL per la franchigia.
I Toledo Jim White Chevrolets arrivarono settimi nella regular season con un record di 3-21, non qualificandosi per i play-off.

## Roster
| N° | Naz.                   | Ruolo | Sportivo         | Anno | Alt. | Peso |
| -- | ---------------------- | ----- | ---------------- | ---- | ---- | ---- |
|    | Stati Uniti (bandiera) | GA    | Chuck Chuckovits | 1912 | 185  | 79   |
|    | Stati Uniti (bandiera) | G     | George Nelmark   | 1917 | 185  | 82   |
|    | Stati Uniti (bandiera) | AC    | Scoop Putnam     | 1914 | 183  | 79   |
|    | Stati Uniti (bandiera) | GA    | Bill Thompson    | 1920 | 193  |      |
|    | Stati Uniti (bandiera) | AC    | Pete Pederson    | 1910 | 193  |      |
|    | Stati Uniti (bandiera) | GA    | Howard Cable     | 1913 | 193  | 91   |
|    | Stati Uniti (bandiera) | AC    | Ed Erban         | 1921 | 193  |      |
|    | Stati Uniti (bandiera) | AC    | Don Elser        | 1913 | 193  | 100  |
|    | Stati Uniti (bandiera) | AC    | Dave Williams    | 1913 | 191  | 95   |
|    | Stati Uniti (bandiera) | G     | Al Alvarez       | 1912 | 183  | 73   |
|    | Stati Uniti (bandiera) | G     | Jack Ozburn      | 1913 | 185  | 77   |
|    | Stati Uniti (bandiera) | C     | Jim Rae          | 1917 | 193  | 91   |
|    | Stati Uniti (bandiera) | C     | Elmer Brownell   | 1917 | 198  | 107  |
|    | Stati Uniti (bandiera) | G     | Bob Hassmiller   | 1916 | 185  | 84   |
|    | Stati Uniti (bandiera) | G     | Gran Edwards     | 1916 | 168  | 59   |
|    | Stati Uniti (bandiera) | G     | Tom Wukovits     | 1916 | 180  | 75   |
|    | Stati Uniti (bandiera) | AC    | Glenn Roberts    | 1912 | 196  | 91   |
|    | Stati Uniti (bandiera) | A     | Benny Schall     | 1917 | 180  | 77   |
|    | Stati Uniti (bandiera) | A     | Tommy Edwards    | 1911 | 178  | 77   |
|    | Stati Uniti (bandiera) | G     | Pat Hintz        | 1914 | 183  | 79   |
|    | Stati Uniti (bandiera) | C     | Paul Nowak       | 1914 | 196  | 93   |
|    | Stati Uniti (bandiera) | G     | Paul Wallace     | 1923 | 175  |      |
|    | Stati Uniti (bandiera) | C     | Abe Yourist      | 1909 | 185  | 91   |

## Staff tecnico
- Allenatore: Tommy Edwards